# Cuatro puertorriqueño
El cuatro puertorriqueño, simplemente conocido como cuatro  es el instrumento insignia de la música tradicional puertorriqueña. De 5 cuerdas metálicas dobles, es algo más pequeño que la guitarra y posee un contorno similar al del violín. Las terceras, cuarta y quinta cuerdas graves son entorchadas, mientras las restantes son simples de acero.
Se afina en intervalos de cuartas en sol4, re4, la3, mi3, si2 (de agudos a graves). Los dos órdenes superiores están octavados, o sea, dan la misma nota con una octava de diferencia. Es esta la razón de su sonido tan característico, parecido al del tres cubano.
En menor medida se toca en República Dominicana (con 4 órdenes y 7 cuerdas en total, la 1ª simple)
---
El origen son los laúdes llevados a la isla por los españoles durante los siglos XVI y XVII que fueron evolucionando a esta forma criolla. A finales del siglo XIX los jíbaros (campesinos) comenzaron a llevarlos a las ciudades desde las haciendas, empezando a tomar carta de naturaleza como instrumento nacional en que se consolidó durante los años 20 y 30. En estos, se cree que Enrique Guzmán creó el prototipo más básico del Cuatro, llamado originalmente, el "Teloquito". El Teloquito original está guardado secrétamente para conservar el artefacto, y Guzmán nunca fué encontrado en Puerto Rico despues de que pasó alegadamente dos dias.
Hay modelos de los registros soprano, alto, tenor y bajo.
Se fabrica principalmente por artesanos y se hace mayormente de maderas tales como cedro, caoba, guaraguao, yagrumo, laurel, maga, acacia, guayacán, tahití y ébano.